# استریکس و اوبلیکس: مأموریت کلئوپاترا
اَستِریکس و اُبِلیکس: مأموریت کلئوپاترا (به فرانسوی: Astérix et Obélix: Mission Cléopâtre) فیلمی محصول سال ۲۰۰۲ به کارگردانی آلن شابات است. این فیلم براساس ماجراهای آستریکس است. در این فیلم ژرار دوپاردیو، کریستین کلاویر، مونیکا بلوچی، جمال دبوزی، ادوارد بائر، آلن شابات، کلود ریش، ژرار دارمون، ایزابل نانتی، نوئمی لنوآر و پیر شرنیا بازی کردند.

## خلاصه داستان
کلئوپاترا شرطی با سزار بسته‌است، که مطابق آن مصریان قصری را طی مدت سه ماه بنا خواهند نهاد. معماری به نام نومروبیس به فرجام کار گماشته می‌شود، که در صورت عدم انجاز در ضرب‌الاجل مقرر خوراک تمساح‌ها خواهد شد. از آنجایی که عملیات با خرابکارهای مغرضانه از جوانب مختلف به قصد کند کردن آهنگ کار روبروست، نومروبیس متشبث یاری دوستان گالیایی خویش، آستریکس و اُبلیکس می‌شود تا به کمک معجون میراکولیس راه رسیدن به مقصود را هموار سازد.
سزار که از هیچ فرصتی برای ممانعت از ساخت چشم پوشی نمی‌کند، به مساعدت منجنیق‌های رمی آهنگ تخریب قصر می‌کند و تا تهدیم کامل آن پیش می‌رود. با این اوصاف اَستریکس که موفق به گریز شده نزد ملکه می‌رود و سزار که با تهدید معشوقه خود، کلئوپاترا، رو به رو شده، لاجرم ناگزیر به جبران مافات می‌شود. عملیات ساخت با توفیق کامل به سرانجام می‌رسد و معمار آن مطلا می‌شود.